# ذا بوستال دود
ذا بوستال دود (بالإنجليزية: The Postal Dude)‏ هو شخصية خيالية من تأليف شركة الجري بالمقص ظهرت لأول مرة سنة 1997 بلعبة بوستال وظهرت في عدة أجزاء أخرى من السلسلة وقام بالأداء الصوتي لها ريك هنتر وظهرت أيضا في فيلم بوستال وقام بدورها الممثل الكندي زاك وارد.

## شخصية
هو يقيم مع زوجته البدينة في مقطورة في بلدة خيالية تدعى بارادايس وهو كاثوليكي ولديه أب متوفي يكرهه وكلب إسمه تشامب.

### Postal 2
خلال 5 أيام يقوم بوستال دود بتنفذ مطالب زوجته وأثناء هذا تحدث له بعض الأمور الغريبة والعجيبة في النهاية يسأم من كثرة طلباتها ويطلق النار على رأسه.

### Postal 2: Apocalypse Weekend
في الجزء الجديد من السلسلة نكتشف انه نجى من محاولته الإنتحار ويخرج من المستشفى ليكتشف أن هناك مرض حول الكثير من الناس لزومبي في النهاية يهرب هو كلبه وتتعرض المدينة لإنفجار نووي.

### Postal 2: Paradise Lost
أثناء هروب بوستال دود وكلبه تشامب يرى كلبه قطة في الشارع لذا يقفز من السيارة ويلحقها مما يتسبب في تشتيت بوستال دول ويقوم بحادث سير يجعله يدخل في غيبوبة لمدة 11 سنة بعد 11 سنة يستفيق ليعود لمدينة بارادايس التي دمرتها القنبلة النووية ويحاول إيجاد كلبه.

### الفيلم
في الفيلم يعيش بوستال دود مع زوجته التي تخونه ويفقد عمله ولا يجد عمل آخر لذا يتفق مع عمه ديف المهدد بالسجن بسبب الديون على سرقة دمى باهظة الثمن تسمى دمى كروتشي وفي نفس الوقت تخطط القاعدة بقيادة أسامة بن لادن لنفس الشئ.